# Kopacewicze
Kopacewicze (biał. Капацэвічы; ros. Копацевичи) – wieś na Białorusi, w obwodzie mińskim, w rejonie soligorskim, w sielsowiecie Kopacewicze.
W latach 1919–1920 znajdowały się pod Zarządem Cywilnym Ziem Wschodnich, w okręgu brzeskim, w powiecie mozyrskim. W wyniku traktatu ryskiego weszły w skład Związku Sowieckiego. Przed II wojną światową w pobliżu wsi istniał sowchoz Kopacewicze (obecnie agromiasteczko Nowapalieski).